# رفيق بولعنصر
 رفيق بولعنصر لاعب كرة قدم جزائري ولد في سنة 1990 ويبلغ وزنه 72 كيلوغرام وطوله 180 سنتمترا يلعب حاليا مع فريقشباب باتنةالجزائري تكون بولعنصر في فريق شبيبة بجاية ثم انتقل مع نهاية الموسم 2011-2012 إلى شباب باتنة.

## وصلات خارجية
- رفيق بولعنصر على موقع قاعدة بيانات كرة القدم.إي يو (الإنجليزية)
- رفيق بولعنصر على موقع Soccerway.com (الإنجليزية)

- رفيق بولعنصر
- رفيق بولعنصر